# Jidafes (região)
Jidafes (em árabe: جد حفص; romaniz.: Jidd Hafs) era uma das 12 regiões do Reino do Barém. Segundo censo de 2001, tinha 52 450 residentes. Compreendia 24 quilômetros quadrados.